# Ọjà

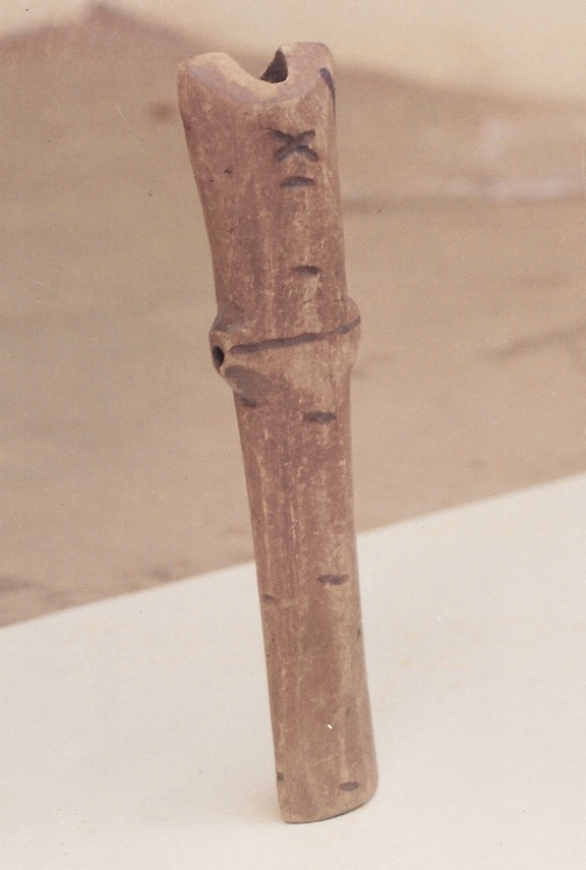
ọjà

Az ọjà a Nigéria keleti részén élő élő igbók ajaksípos hangszere.

## Felépítése
Fából, bambuszből vagy fémből készítik el. A hosszúsága 14 és 26 cm között változik attól függően, hogy milyen hangmagassággal és milyen eseményeken szeretnének vele játszani.

## Változatai
- A dallamos hangú ọjà ukwe főként a nők táncánál hallható.[3]
- A kis méretű és magas hangú ọjà mmanwu a spirituális ünnepeken kerül elő.[3]
- A mély hangú ọjà igede  a temetési szertartásokon kíséri az igede dobot.[3]
- Az ọjà-okolobia csak a férfiak felnőtté avatásakor van használva.

## Használata az igbó zenében
Az ọjà csengőkkel, csörgőkkel, dobokkal, gongokkal és egyéb ütős hangszerekkel kiegészítve alkotja a hagyományos igbó zene egyedülálló hangzását. Bár otthonukban is szokták játszani, inkább a táncos, közösségi eseményeknek képezi a fontos részét.

## Fordítás
Ez a szócikk részben vagy egészben  a(z)   Ọjà című angol Wikipédia-szócikk fordításán alapul.  Az eredeti cikk szerkesztőit annak laptörténete sorolja fel. Ez a jelzés csupán a megfogalmazás eredetét és a szerzői jogokat jelzi, nem szolgál a cikkben szereplő információk forrásmegjelöléseként.